# Frank Morris

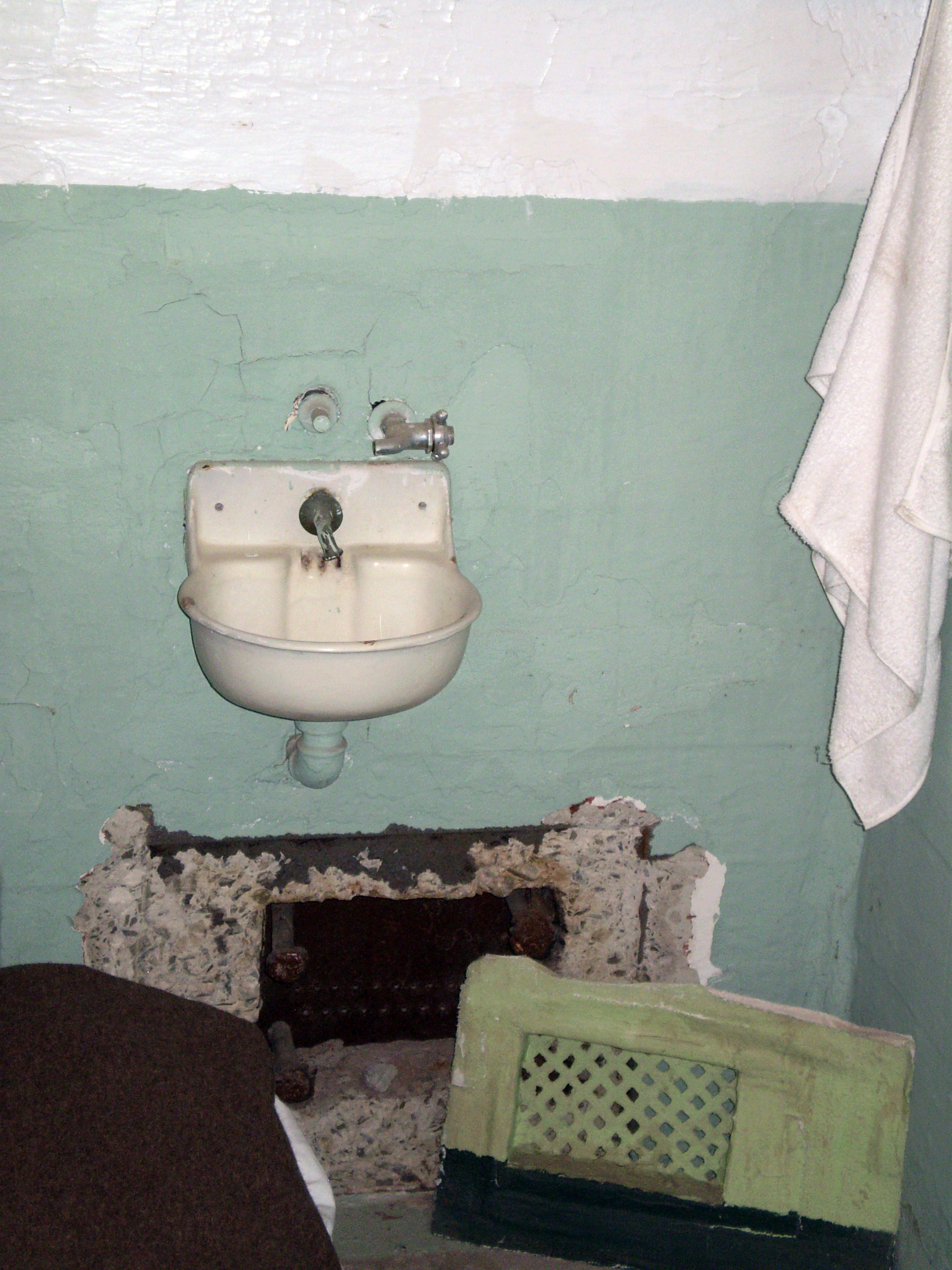
Cela em que Frank Morris ficou em Alcatraz

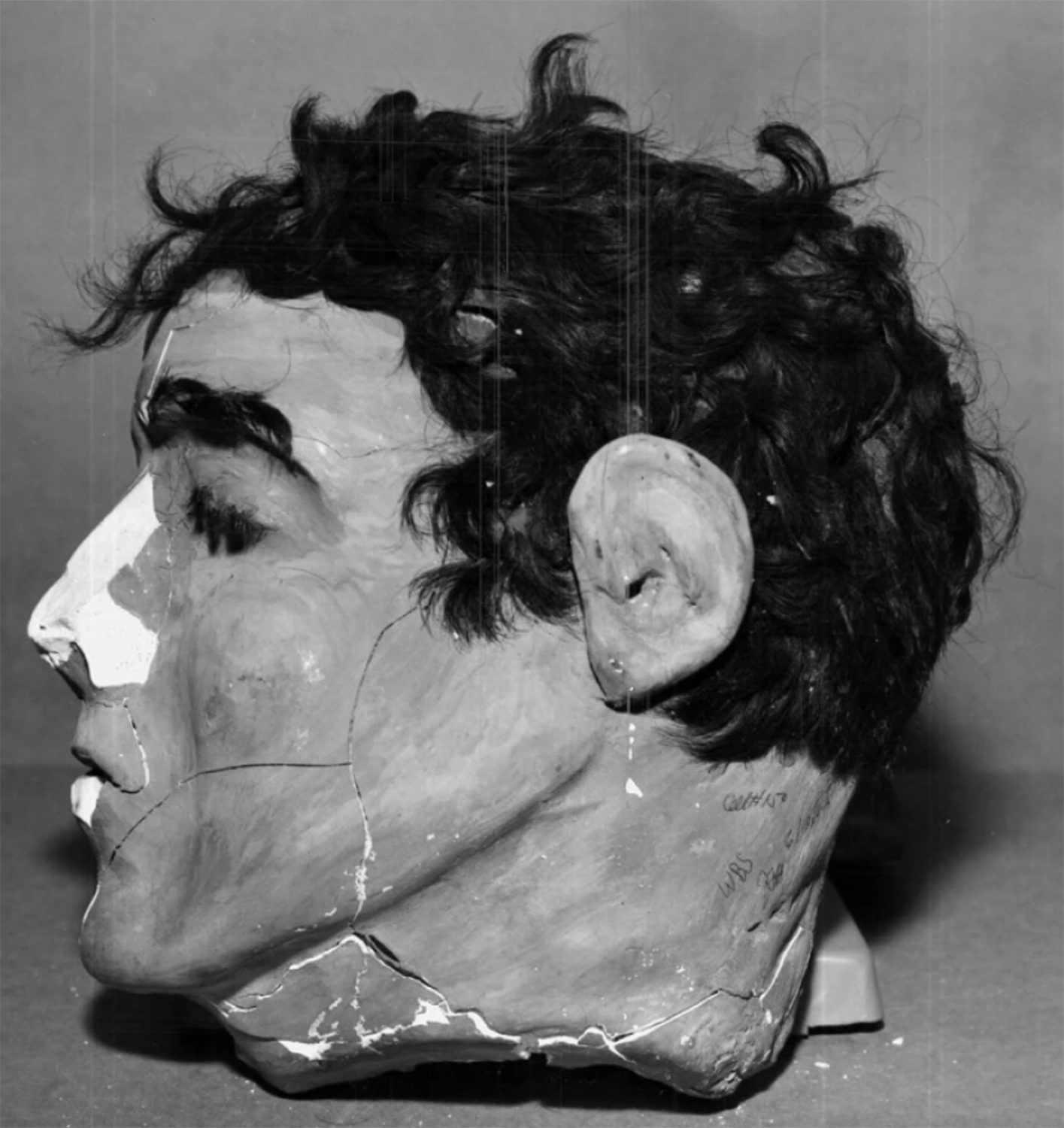
Modelo de sua cabeça que Morris criou para enganar os guardas

Frank Lee Morris (Washington, D.C., 1 de setembro de 1926 — escapou da prisão no dia 11 de junho de 1962 e nunca mais foi visto) foi um ladrão de bancos que angariou a reputação de "cérebro da fuga" pelas suas escapadas de presídio, sendo a mais famosa a fuga da inexpugnável Alcatraz, em 1962.
Frank Morris foi criado em orfanatos e aos 14 anos cometeu seus primeiros delitos, incluindo porte de entorpecentes e assalto com arma de fogo.
Passou por reformatórios durante toda a juventude. Desde então, sempre arranjou meios de fugir e facilitar a fuga de seus amigos. Adulto, especializou-se em assaltos a bancos. Todas as suas fugas foram estratégicas, sem uso da violência.
Possuidor de uma inteligência acima da média (tinha um Q.I. de 133[carece de fontes?]), foi condenado a prisão e depois de passar por várias prisões federais dos Estados Unidos terminou em Alcatraz, cuja fama era de ser uma prisão de onde era "impossível" escapar.
Mas essa reputação do presídio foi colocada em dúvida depois que Frank Morris, Clarence Anglin e John Anglin conseguiram fugir sem serem vistos. Ainda por trás desta impressionante fuga há Allen West, um companheiro de prisão dos três fugitivos que descobriu uma maneira de fugir de Alcatraz, porém, na última hora desistiu da fuga.
Essa história é retratada no filme Escape from Alcatraz, com Clint Eastwood no papel de Morris, que ajudou a fomentar a "lenda" em torno do criminoso e trazer-lhe uma certa aura de "herói".
Diziam que o corpo de Frank foi encontrado nas águas frias da baía por um navio, mas a embarcação não teve tempo para parar devido a ser um barco cargueiro. Testemunhas do barco disseram que o falecido estava vestido com uma roupa típica da prisão de Alcatraz. Até hoje permanece o mistério sobre o seu desaparecimento.

## Morte
Em uma carta recebida em São Francisco, em 2013, pelo suposto John Anglin (irmão de Clarence), afirma que Morris faleceu em 2005. Não são conhecidas as causas da suposta morte ou se a informação é fiável.